# Transvaal (provincie)

Fosta provincie în cadrul Africii de Sud

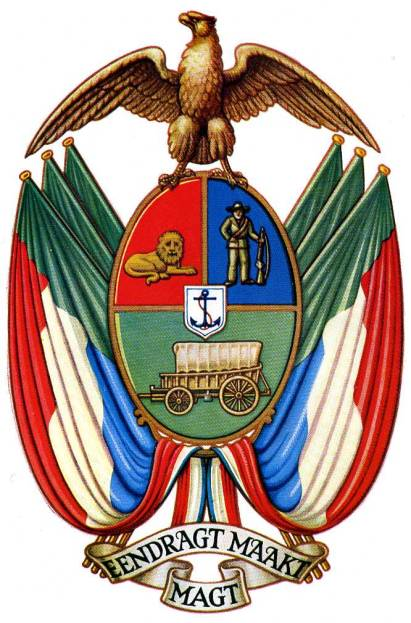
Emblema fostei provincie Transvall

Transvaal a fost o provincie a Republicii Africa de Sud, situată în nord-estul acesteia, cu o suprafață de 283.900 de km2, care a fost desființată la 27 aprilie 1994 și împărțită în patru provincii mai mici. A succedat geografic Republicii Sud-Africane Transvaal și coloniei Transvaal.

## Etimologie
Denumirea provinciei se traduce: „Dincolo de Vaal”, Vaal fiind un râu din Africa de Sud.

## Istoric
La 20 septembrie 1909 un proiect de lege, care instituia în Africa de Sud un regim parlamentar, a fost votat de Parlamentul Regatului Unit. Regele Edward al VII-lea a ratificat  South Africa Act și a proclamat formarea Uniunii Sud-Africane la 31 mai 1910, dată simbol corespunzătoare sfârșitului celui de Al Doilea Război al Burilor.
La 31 mai 1910 dominionul Uniunea Sud-Africană era stabilit. Cuprindea fosta colonie a Capului (împreună cu Griqualand, Stellaland și Bechuanalandul britanic), Natal, Statul liber Orange și colonia Transvaal.
Până în 1994 cele patru foste colonii au format cele patru provincii ale Africii de Sud. Pentru diverse motive (economice, industriale, agricole, sportive), Transvaalul se distingea prin patru regiuni:
- Northern Transvaal: Pretoria și regiunea de nord;
- Eastern Transvaal: Nelspruit și estul provinciei;
- Western Transvaal: regiunea de vest;
- Southern Transvaal: Witwatersrand, care forma aproape o regiune aparte și sudul provinciei.

În 1994, în urma abolirii apartheidului și intrării în vigoare a constituției interimare din 1993, Transvaalul a fost divizat în 4 noi provincii.
- Pretoria-Witwatersrand-Vereeniging (PWV) denumit Gauteng începând din 1995: Pretoria, Johannesburg;
- Northern Transvaal denumit Northern Province (1995) apoi Limpopo: Pietersburg și întreaga regiune nordică;
- Eastern Transvaal denumit Mpumalanga începând din 1995: Nelspruit, Parcul Național Kruger, estul provinciei și un segment din nordul provinciei Natal;
- Provincia North West: vestul provinciei, Bophuthatswana și nordul provinciei Capului.

## Geografie
Suprafața provinciei Transvaal este de 283.900 de km2, iar populația sa era în 1994 de circa 11 milioane de locuitori. Capitala Pretoria, de altfel a fost și capitala Republicii Sud-Africane Transvaal până în 1902 și este capitala Africii de Sud din 1910.
Principalele alte orașe ale provinciei Transvaal sunt:  Johannesburg, Pietersburg, Nelspruit, Krugersdorp, Louis Trichardt, Tzaneen, Carletonville, Potchefstroom, Witbank, Verwoerdbug, Nylstroom, Vereeniging ...

## Economie
Transvaal este principala regiune minieră (aur, diamante, cupru, fier, mică, amiant (azbest) și industrială a țării.

## Lista administratorilor Transvaalului (1910-1994)
| #   | Numele                                             | perioada                             | Observații                                                   |
| --- | -------------------------------------------------- | ------------------------------------ | ------------------------------------------------------------ |
| 1.  | Johann Friedrich Bernhard Rissik (1857-1925)       | 31 mai 1910 - 23 iulie 1917          |                                                              |
| 2.  | Alfred George Robertson (1867-1929)                | 24 iulie 1917 - 29 februarie 1924    |                                                              |
| 3.  | Jan Hendrik Hofmeyr (1894-1948)                    | 1 martie 1924 - 28 februarie 1929    |                                                              |
| 4.  | Jacobus Stephanus Smit (1878-1960)                 | 1 martie 1929 - 28 februarie 1934    |                                                              |
| 5.  | Simon Potgieter Bekker (1882-1938)                 | 1 martie 1934 - 29 iulie 1938        |                                                              |
| 6.  | Jacobus Johannes Pienaar (1866-1950)               | 1 septembrie 1938 - 31 august 1948   |                                                              |
| 7.  | William Nicol (1887-1967)                          | 1 noiembrie 1948 - 31 octombrie 1958 |                                                              |
| 8.  | Frans Hendrik Odendaal (1898-1966)                 | 1 noiembrie 1958 - 8 februarie 1966  |                                                              |
| 9.  | Sybrand Gerhardus Johannes van Niekerk (1914-2011) | 12 februarie 1966 - 15 iulie 1979    | membru fondator al Partidului Conservator în 1982 și deputat |
| 10. | Willem Cruywagen (născut în 1921)                  | 16 iulie 1979 - 31 mai 1988          | fost ministru                                                |
| 11. | Daniel Hough (născut în 1937)                      | 1 iunie 1988 - 7 mai 1994            |                                                              |